# آوای وحش (فیلم ۲۰۰۷)
«آوای وحش» (انگلیسی: The Call of the Wild (2007 film)) فیلمی در ژانر مستند و مستند درام است که در سال ۲۰۰۷ منتشر شد.